# Jeker
El Jeker (en való Djèr o Jaer, en francès Geer) és un riu de 54 km que neix a Lens-Saint-Servais una entitat del municipi de Geer, travessa Waremme, Remicourt, Oreye, Tongeren, Bassenge, creua la frontera belgo-neerlandesa a Kanne, un nucli de Riemst abans de desembocar-se al Mosa a Maastricht. El seu nom prové d'un mot gall "Yakara" que significa aigua clara. L'aiguabarreix del Jeker amb el Mosa ja tenia un valor estratègic per als romans que va mantenir quan Maastricht va esdevenir una ciutat fortificada a l'edat mitjana.

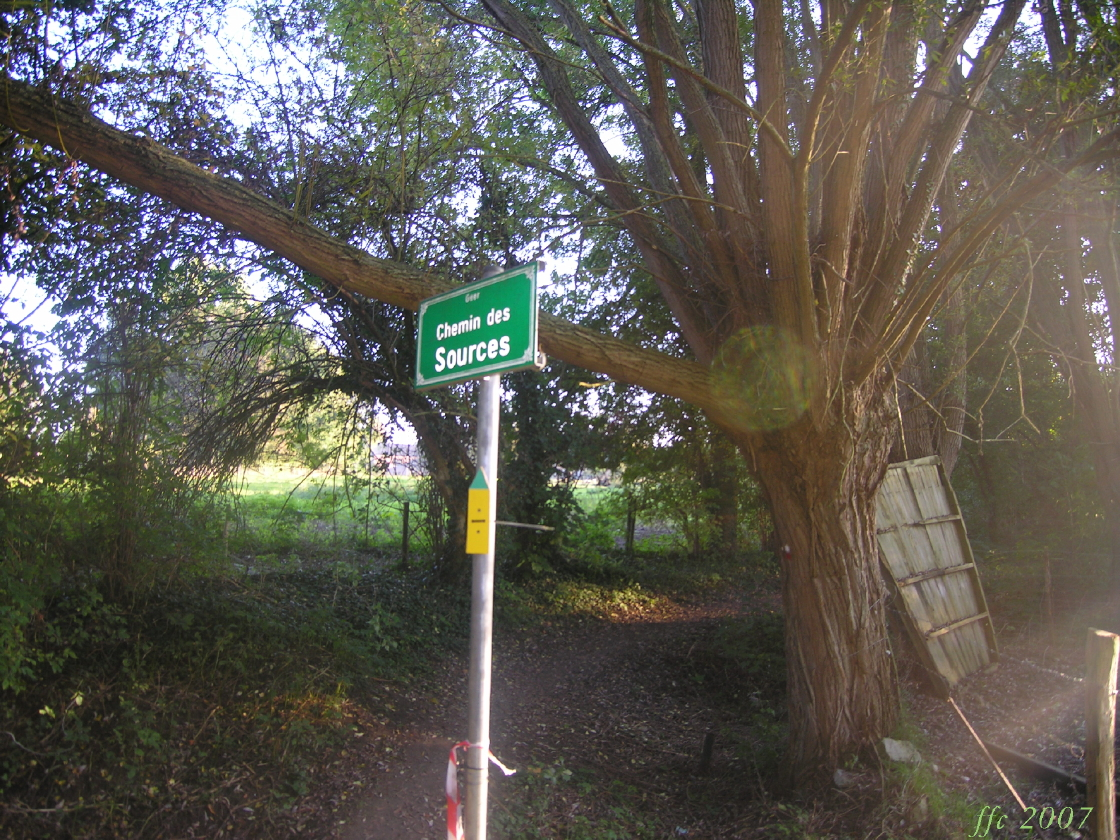
A prop de la font del Jeker a Lens-Saint-Servais

Fins al 1930, el Jeker era molt ric de peix. La contaminació per la indústria del sucre i les aigües residuals va gairebé matar tota la vida. La construcció del canal Albert i la utilització dels aigües del riu per a la indústria del ciment van contribuir a assecar la vall del Jeker. Actualment, s'estudien les possibilitats per a tornar el seu caràcter natural al riu.

## Afluents
- el Faux Geer (Omal)
- el Yerne (Lens-sur-Geer)
- el Mulle (Boëlhe)
- el Lange Beek
- el Bruyère
- el Bacquelaine (assecat)

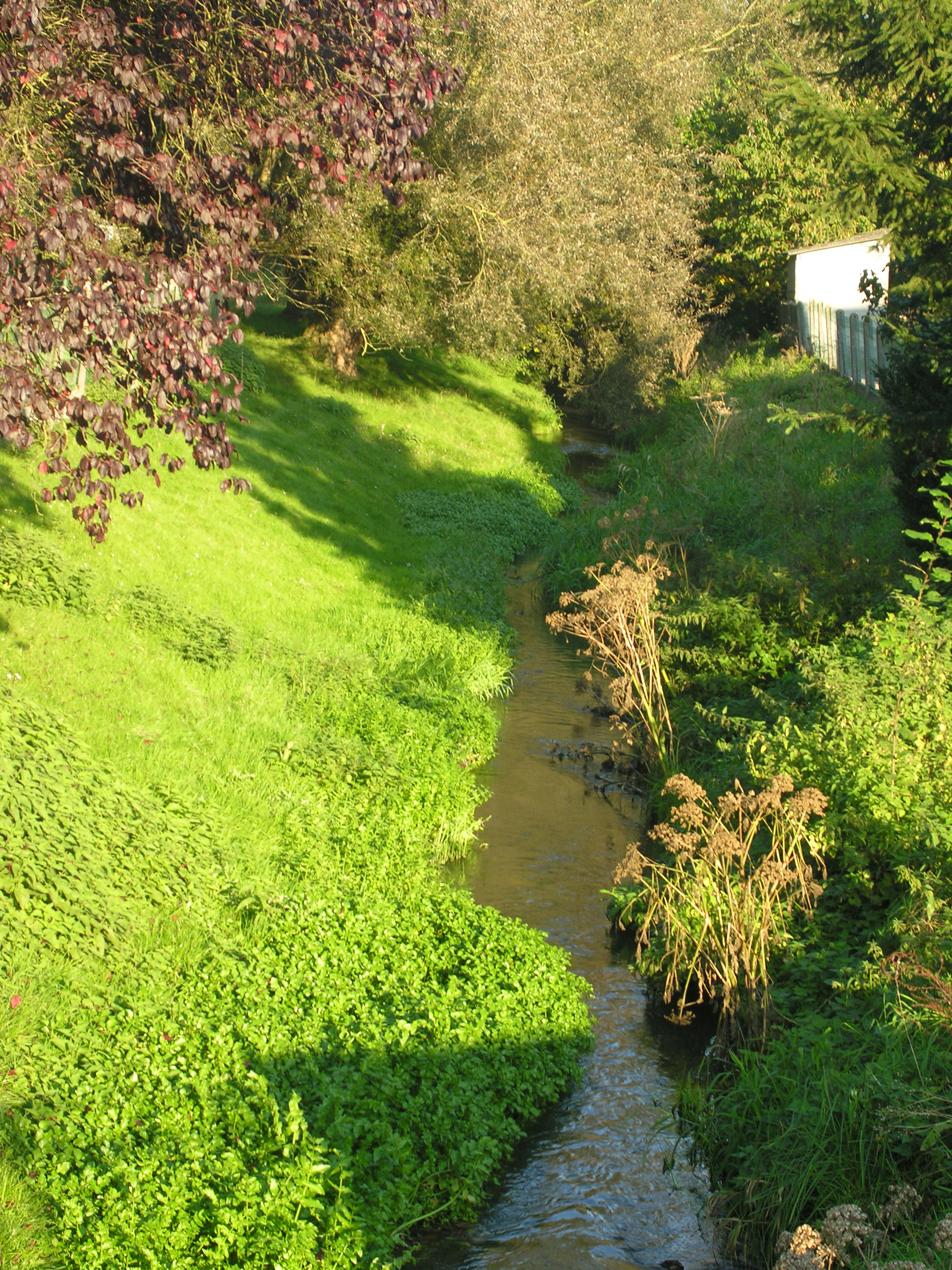
El Jeker al poble de Hollogne-sur-Geer
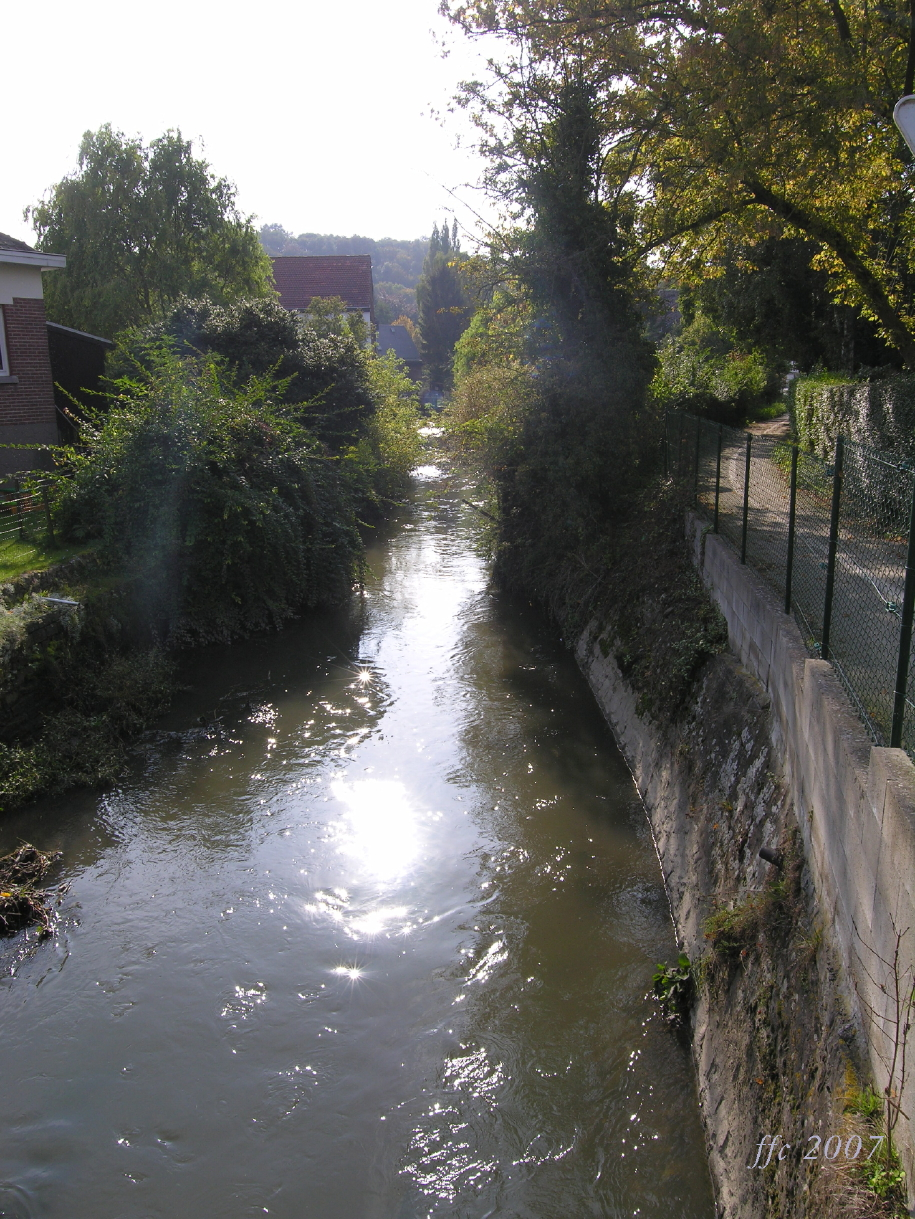
El Jeker al poble de Glons (en neerlandès Glaaien)
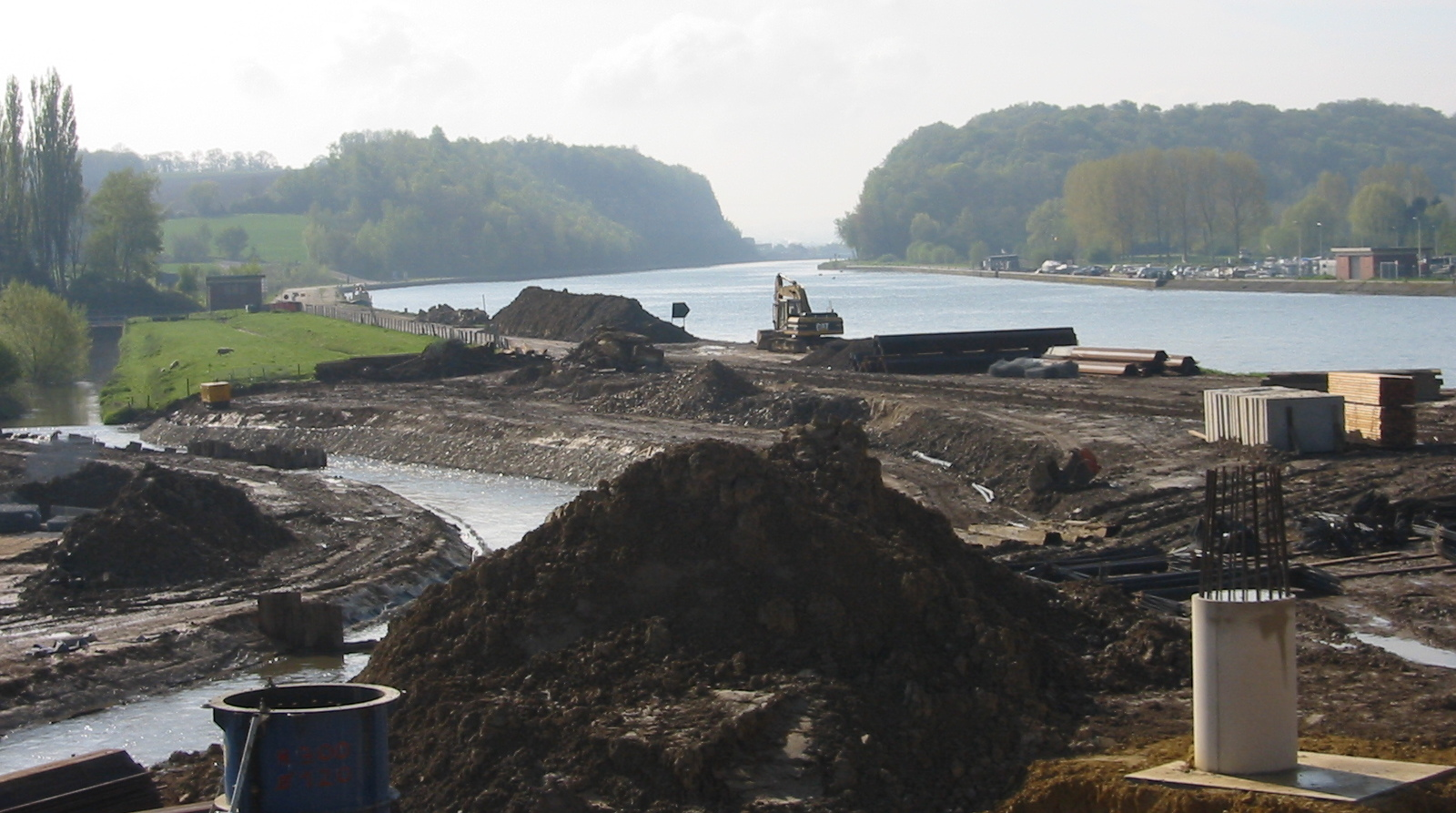
Sifó sota el canal Albert a Kanne
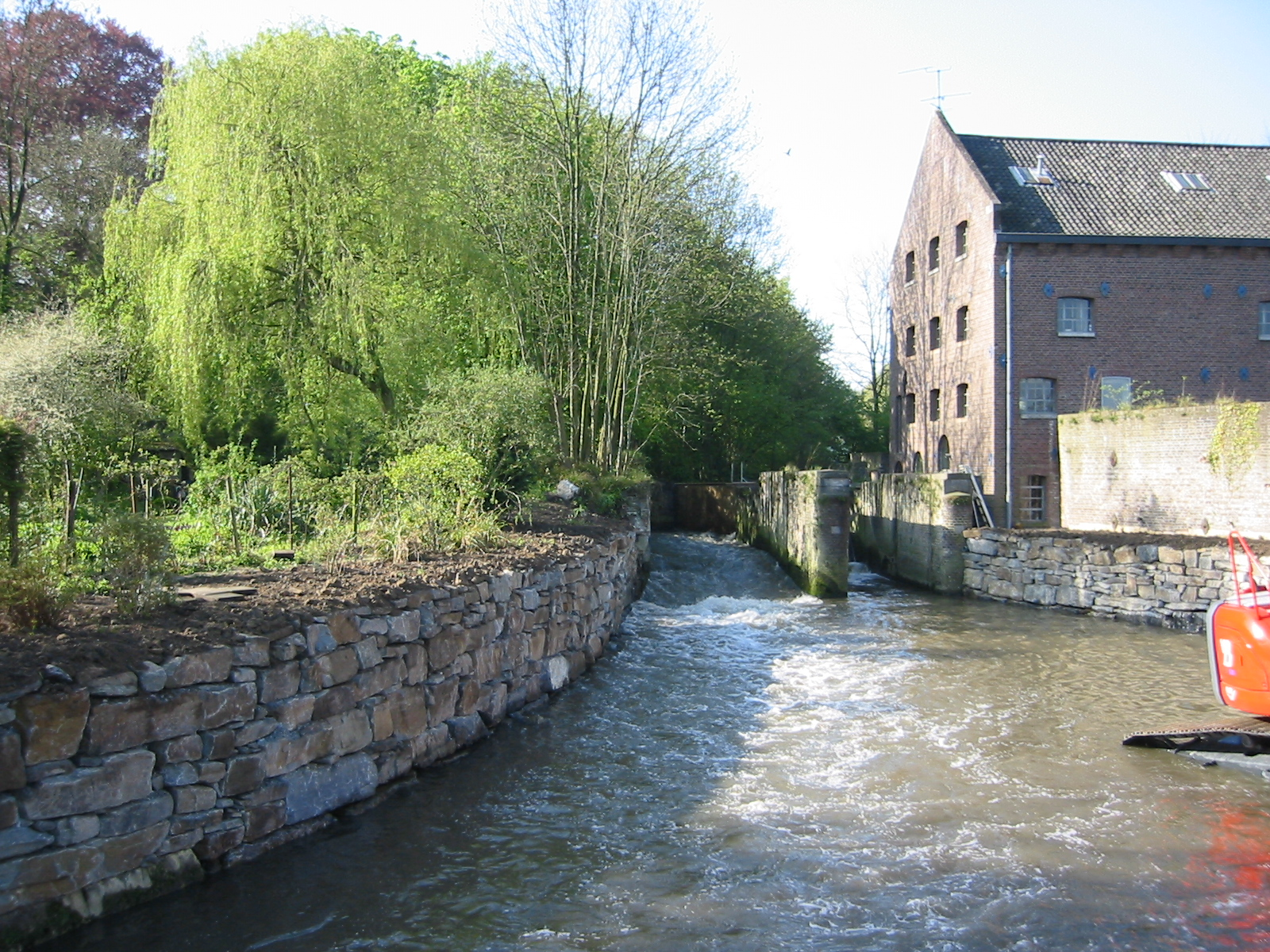
Molí entre Kanne i Maastricht
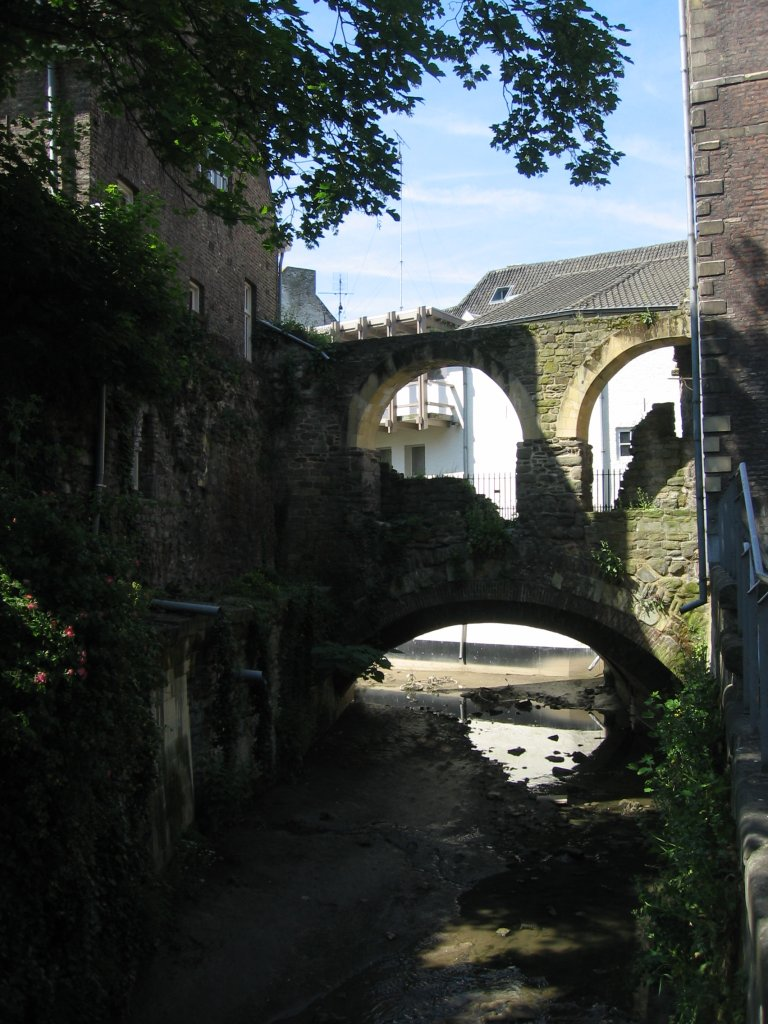
El Jeker prop de l'Ezelmarkt a Maastricht